# Trophée des champions 2010
La Supercoppa di Francia 2010 (ufficialmente Trophée des champions 2010) è stata la trentaquattresima edizione della Supercoppa di Francia, la quindicesima organizzata dalla Ligue de Football Professionnel.
La partita è stata disputata tra i vincitori della Ligue 1 della stagione precedente, l'Olympique de Marseille, e i vincitori della Coppa di Francia della stagione precedente, il Paris Saint-Germain. La partita è stata giocata per la seconda volta consecutiva fuori dalla Francia allo Stade 7 novembre di Tunisi. Come l'anno precedente l'idea era quella di promuovere il calcio francese all'estero, specialmente in Africa e nel mondo arabo. La partita è stata trasmessa in diretta televisiva su M6.
La partita è stata la settantaquattresima sfida tra l'OM e il PSG e la seconda, dopo la finale della Coppa di Francia 2005-2006, a non svolgersi né al Vélodrome né al Parc des Princes. Il 22 luglio 2010 la Ligue de Football Professionnel e la Fédération Tunisienne de Football hanno confermato che l'arbitro della partita sarebbe stato Aouaz Trabelsi, assistito da Béchir Hassani e Yamen Malloulchi con Herzi Riadh nel ruolo di quarto uomo.
La Supercoppa è stata vinta dal Marsiglia battendo il PSG ai rigori per 5-4 dopo che i tempi regolamentari si erano conclusi sullo 0-0. Per il Marsiglia questo è il secondo trionfo nella Supercoppa di Francia.

## Partecipanti
| Squadre             | Qualificazione                             | Partecipazioni precedenti (il grassetto indica la vittoria) |
| ------------------- | ------------------------------------------ | ----------------------------------------------------------- |
| Olympique Marsiglia | Vincitore della Ligue 1 2009-2010          | 3 (1969, 1971, 1972)                                        |
| Paris Saint-Germain | Vincitore della Coppa di Francia 2009-2010 | 5 (1986, 1995, 1998, 2004, 2006)                            |

## Prepartita
Il Marsiglia si presenta alla Supercoppa con un'unica differenza rispetto alla squadra dell'anno precedente, il difensore spagnolo César Azpilicueta, arrivato il 21 giugno dopo che il Marsiglia ha raggiunto un accordo con l'Osasuna per 7.000.000 €. Oltre ad Azpilicueta ci sono anche i ritorni dai prestiti di André Ayew e Mamadou Samassa che tornano rispettivamente dall'Arles-Avignon e dal Valenciennes. Jean-Philippe Sabo e Leyti N'Diaye tornano al Marsiglia dal prestito all'Ajaccio.
Il PSG arriva in Tunisia con due nuovi acquisti: il centrocampista Mathieu Bodmer e l'attaccante Nenê. Bodmer arriva al club il 30 giugno dopo tre anni trascorsi all'Olympique Lyonnais, mentre Nenê arriva una settimana più tardi dopo una buona stagione 2009-10 con il Monaco. Inoltre rimane in squadra l'ex centrocampista della nazionale francese Claude Makélélé, infatti egli aveva precedentemente affermato che il 2009-10 sarebbe stata la sua ultima stagione da giocatore professionista, ma nel giugno 2010 firma un contratto annuale dopo aver ritrattato le sue precedenti dichiarazioni. Rientrano dai prestiti Loris Arnaud e Jérôme Rothen. Il primo dopo sei mesi al Clermont Foot e il secondo dopo la stagione 2009-10 in prestito prima al Rangers e poi al Ankaragücü.

## Partita
| Arbitro: | Trabelsi |

|                                                |                      |                                             |
| Taiwo Ben Arfa González Kaboré Gnabouyou Cissé | Tiri di rigore 5 – 4 | Luyindula Jallet Nenê Kežman Makélélé Giuly |

| OM | PSG |

| Olympique Marsiglia: |    |                    |     |     |
|                      |    |                    |     |     |
| P                    | 30 | Steve Mandanda     |     |     |
| DT                   | 2  | César Azpilicueta  |     |     |
| DC                   | 21 | Souleymane Diawara |     |     |
| DC                   | 5  | Vitorino Hilton    |     |     |
| TS                   | 3  | Taye Taiwo (c)     | 74’ |     |
| CD                   | 8  | Lucho González     |     |     |
| CS                   | 6  | Édouard Cissé      |     |     |
| CS                   | 12 | Charles Kaboré     |     |     |
| AD                   | 28 | Mathieu Valbuena   |     | 50’ |
| AS                   | 20 | André Ayew         | 29’ | 85’ |
| AC                   | 24 | Mamadou Samassa    |     |     |
| Panchina:            |    |                    |     |     |
| P                    | 40 | Elinton Andrade    |     |     |
| D                    | 14 | Leyti N'Diaye      |     |     |
| D                    | 26 | Jean-Philippe Sabo |     |     |
| C                    | 7  | Benoît Cheyrou     |     |     |
| C                    | 10 | Hatem Ben Arfa     |     | 50’ |
| C                    | 18 | Fabrice Abriel     |     |     |
| A                    | 29 | Guy Gnabouyou      |     | 85’ |
| Allenatore:          |    |                    |     |     |
| Didier Deschamps     |    |                    |     |     |

| Paris SG:         |    |                     |     |     |
|                   |    |                     |     |     |
| P                 | 1  | Grégory Coupet      |     |     |
| TD                | 26 | Christophe Jallet   |     |     |
| DC                | 3  | Mamadou Sakho       | 57’ |     |
| TS                | 22 | Sylvain Armand      | 5’  |     |
| DC                | 6  | Zoumana Camara      |     |     |
| CD                | 10 | Stéphane Sessègnon  |     | 64’ |
| CC                | 4  | Claude Makélélé (c) |     |     |
| CC                | 12 | Mathieu Bodmer      |     | 76’ |
| CS                | 19 | Nenê                |     |     |
| AD                | 11 | Mevlüt Erdinç       |     | 81’ |
| AS                | 8  | Péguy Luyindula     |     |     |
| Panchina:         |    |                     |     |     |
| P                 | 30 | Apoula Edel         |     |     |
| D                 | 2  | Ceará               |     |     |
| C                 | 7  | Ludovic Giuly       |     | 64’ |
| C                 | 20 | Clément Chantôme    |     |     |
| C                 | 23 | Jérémy Clément      |     | 76’ |
| A                 | 14 | Mateja Kežman       |     | 81’ |
| A                 | 21 | Jean-Eudes Maurice  |     |     |
| Allenatore:       |    |                     |     |     |
| Antoine Kombouaré |    |                     |     |     |

| ARBITRI - Guardalinee: - Béchir Hassani (Tunisia) - Yamen Malloulchi (Tunisia) - Quarto uomo: Herzi Riadh (Tunisia) | REGOLE DELLA PARTITA - 90 minuti. - Calci di rigore in caso di parità dopo i novanta minuti. - Sette giocatori in panchina |